# Tina Keserović
Tina Keserović (* 13. März 1987 in Zadar, Jugoslawien) ist eine kroatische Bühnen- und Filmschauspielerin.

## Leben
Tina Keserović wurde 1987 in Zadar geboren. Sie wuchs in Linz auf. Während sie ihre ersten Schauspielerfahrungen sammelte, besuchte sie eine Hotelfachschule. Sie besuchte von 2007 bis 2011 in München die Otto Falckenberg Schule und von 2013 bis 2014 als Gaststudentin die Academy of Performing Arts, eine Schauspielerschule, in Sarajevo. Von 2011 bis 2013 war sie festes Ensemblemitglied am Theaterhaus Jena. 2012 hatte Keserović in dem Film Deine Schönheit ist nichts wert ihren ersten Auftritt. Die Hip-Hop-Band Antilopen Gang veröffentlichte 2014 auf ihrem Album Aversion das Lied Beate Zschäpe hört U2. Im Musikvideo zur Single wurden bekanntgewordene Fotos und Beschreibungen der NSU-WG mit Tina Keserović als einem Double Zschäpes dargestellt. 2017 erhielt sie ihre erste Rolle in der Fernsehserie Kommissarin Lucas.
Sie hielt mehrmals pädagogische Theaterworkshops in Bosnien und Palästina, die durch UNICEF unterstützt wurde. 2017 bis 2019 war sie künstlerische Leiterin des internationalen Festivals für zeitgenössisches Theater Zadar Snova. Seit 2020 lebt sie wieder in Österreich um Partnerprojekte zwischen Ost- und Westeuropa zu realisieren. Seit 2023/24 ist Tina Keserović Ensemblemitglied am Schauspielhaus Wien.
Sie lebte in München, Linz, Jena, Zadar und Wien.

## Filmografie
- 2012: Deine Schönheit ist nichts wert (Güzelliğin On Par’etmez)
- 2016: Papagajka
- 2017: Kommissarin Lucas (Fernsehserie, Folge 1x25 Kommissarin Lucas – Familiengeheimnis)
- 2017: Licht
- 2017: Chinesische Mauer
- 2023: Rehragout-Rendezvous
- 2024: Slatka Simona